# Четвёртое правительство Даладье
Четвёртое правительство Даладье́ — кабинет министров, правивший Францией 125 дней с 11 мая по 13 сентября 1939 года, в период Третьей французской республики, в следующем составе:
- Эдуар Даладье — председатель Совета министров, министр национальной обороны и военный министр;
- Камиль Шотан — вице-председатель Совета министров;
- Жорж Бонне — министр иностранных дел;
- Альбер Сарро — министр внутренних дел;
- Поль Рейно — министр финансов;
- Раймон Патенотр — министр национальной экономики;
- Шарль Помаре — министр труда;
- Поль Маршандо — министр юстиции;
- Сезар Кампинши — министр военного флота;
- Луи де Шаппеделен — министр торгового флота;
- Ги Ля Шамбр — министр авиации;
- Жан Зей — министр национального образования;
- Рене Бессе — министр ветеранов и пенсионеров;
- Анри Кёй — министр сельского хозяйства;
- Жорж Мандель — министр колоний;
- Анатоль де Монзи — министр общественных работ;
- Марк Рукар — министр здравоохранения;
- Альфред Жюль-Жюльен — министр почт, телеграфов и телефонов;
- Фернан Гентен — министр торговли;